# 3983 Sakiko
3983 Sakiko eller 1984 SX är en asteroid i huvudbältet som upptäcktes den 20 september 1984 av den tjeckiske astronomen Antonín Mrkos vid Kleť-observatoriet i Tjeckien. Den är uppkallad efter Sakiko Nakano.
Asteroiden har en diameter på ungefär 16 kilometer.